# Georg Otto Heyser
Georg Otto „Butzer“ Heyser (* 22. September 1937 in Degimmen; † 23. Januar 2018) war ein deutscher Dressurreiter und -trainer.

## Leben
Georg Otto Heyser, genannt „Butzer“, wuchs in Ostpreußen mit Pferden auf. Sein Vater züchtete dort Trakehner und bildete sie aus. Während des Zweiten Weltkrieges flüchtete die Familie nach Westen und baute in Halstenbek den Brander Hof auf. Schon zu dieser Zeit stellte Georg Otto Heyser erfolgreich Pferde in Dressurprüfungen vor. Heyser gewann dreimal die Deutsche Meisterschaft und war zweimal Deutscher Vizemeister. Im Jahre 1975 legte er an der Westfälischen Reit- und Fahrschule die Reitlehrerprüfung, vergleichbar mit dem jetzigen Pferdewirtschaftsmeister, ab. Bei den Olympischen Spielen von Seoul war er als Trainer tätig. Im Jahre 2009 wurde ihm von der Deutschen Reiterlichen Vereinigung der Titel des Reitmeisters verliehen.

## Pferde
Der von ihm ausgebildete Rappe Amigo wurde im Jahre 1981 beim Deutschen Dressurderby von Monica Theodorescu geritten. Amigo wurde dabei als bestes Pferd ausgezeichnet.

## Schüler
Seine Schüler waren, unter anderem, Olympiasieger Hinrich Romeike, Peter Thomsen und Kai Rüder. Heyser war Trainer der Dressurmannschaft von Mexiko, Schweden und Italien.